# 1851 у музиці

## Події
- 6 лютого — прем'єра Симфонії № 3 Роберта Шумана в Дюссельдорфі.
- 11 березня — прем'єра опери Джузеппе Верді «Ріголетто» у Венеції в театрі ла Феніче.
- 23 липня — Ріхард Вагнер пише лейтмотив «Польоту Валькірій».

## Класична музика
- «Трансцендентні етюди, S. 139» — цикл з 12 фортепіанних творів Ференца Ліста.
- «Великі етюди за Паганіні, S. 141» — цикл з 6 етюдів Ференца Ліста.
- Симфонія №4 ре мінор, op. 120 Роберта Шумана

## Опера
- «Сапфо» — опера Шарля Гуно.
- «Ріголетто» — опера Джузеппе Верді.

## Народились
- 12 лютого — Анна Єсипова, російська піаністка і музичний педагог (померла в 1914).

## Померли
- 24 січня — Гаспаре Спонтіні, італійський композитор (народився в 1774)
- 6 березня — Олександр Аляб'єв, російський композитор (народився в 1787)
- 4 липня — Мартен Жозеф Мангаль, бельгійський композитор (народився в 1784)